# 타흐미나 라자보바
타흐미나 풀로조노브나 라자보바(타지크어: Таҳмина Пулодҷоновна Раҷабова, 1982년 6월 29일 ~ )는 타지키스탄의 배우이다.